# Joseph Halpern
Joseph Yehuda Halpern es un profesor de ciencias de la computación en la Universidad Cornell. La mayoría de su investigación trata de razonamiento sobre conocimiento e incertidumbre.
Halpern se graduó en 1975 de la Universidad de Toronto con un B.S. en matemáticas, y obtuvo el Ph.D. en matemáticas en la Universidad Harvard en 1981, bajo la supervisión de Albert R. Meyer y Gerald Sacks. Ha escrito dos libros, Reasoning about Uncertainty y Reasoning About Knowledge, y ha sido ganador en 1997 del Premio Gödel (en ciencias de la computación teórica) y en 2009 del Premio Dijkstra (en computación distribuida). En 2002 fue nombrado miembro de la Association for Computing Machinery.
Halpern es también administrador del Computing Research Repository, la línea de ciencias de computación de arXiv.org, y el moderador para las secciones "literatura general" y "otros" de dicho repositorio.
Entre sus estudiantes doctorales se encuentran Nir Friedman, Daphne Koller, y Yoram Moses.